# سركند ديزج
سركند ديزج هي قرية في مقاطعة شبستر، إيران. عدد سكان هذه القرية هو 728 في سنة 2006.